# Maineville
Maineville es una villa ubicada en el condado de Warren en el estado estadounidense de Ohio. En el Censo de 2010 tenía una población de 975 habitantes y una densidad poblacional de 274,98 personas por km².  Se llama Maineville porque los colonos originales eran del estado de Maine.

## Geografía
Maineville se encuentra ubicada en las coordenadas 39°18′39″N 84°12′25″O / 39.31083, -84.20694. Según la Oficina del Censo de los Estados Unidos, Maineville tiene una superficie total de 3.55 km², de la cual 3.55 km² corresponden a tierra firme y (0%) 0 km² es agua.

## Demografía
Según el censo de 2010, había 975 personas residiendo en Maineville. La densidad de población era de 274,98 hab./km². De los 975 habitantes, Maineville estaba compuesto por el 97.64% blancos, el 0.51% eran afroamericanos, el 0.1% eran amerindios, el 0.41% eran asiáticos, el 0% eran isleños del Pacífico, el 0.21% eran de otras razas y el 1.13% pertenecían a dos o más razas. Del total de la población el 0.82% eran hispanos o latinos de cualquier raza.

## Nativos Notables
William Butterworth - Presidente de Deere & Company.